# Мандрики
Ма́ндрики (бел. Мандрыкі) — деревня в составе Фанипольского сельсовета Дзержинского района Минской области Беларуси. Деревня расположена в 23 километрах от Дзержинска, 23 километрах от Минска и 9 километрах от железнодорожной станции Фаниполь.

## История
В 1858 году являлась владением П. Витгенштейна в составе Витовского сельского товарищества Минского уезда, насчитывалось 24 мужчины. Во второй половине XIX века—начале XX века находилась в составе Самоваловичской волости Минского уезда Минской губернии.  В 1870 году насчитывалось 24 ревизские души, деревня находилась в составе Черкасской сельской общины. В 1897 году, по данным переписи в Мандриках  проживали 68 жителей, в 1917 году — 85 жителей и 12 дворов.
С 20 августа 1924 года деревня находилась в составе Гричинского сельсовета Самохваловичского района Минского округа. Затем в составе Дзержинского польского национального района. 31 июля 1937 года полрайон был упразднён и деревня была включена в состав Минского района. С 20 февраля 1938 года находится в составе Минской области, которая была образована после упразднения окружной системы деления Белорусской ССР. С 4 февраля 1939 года в составе восстановленного Дзержинского района. В годы коллективизации был организован колхоз.
Во время Великой Отечественной войны с 28 июня 1941 года по 6 июля 1944 года деревня была оккупирована немецко-фашистскими захватчиками. В 1960 году в деревне проживали 62 жителя, с 16 июля 1954 года деревня находится в составе Фанипольского сельсовета. В 1991 году в деревне насчитывалось 15 хозяйств, проживали 26 жителей. По состоянию на 2009 год деревня в составе СПК «Октябрьская революция».

## Население
| Численность населения (по годам) | Численность населения (по годам) | Численность населения (по годам) | Численность населения (по годам) | Численность населения (по годам) | Численность населения (по годам) | Численность населения (по годам) | Численность населения (по годам) |
| 1897                             | 1909                             | 1917                             | 1960                             | 1991                             | 1997                             | 1999                             | 2004                             |
| -------------------------------- | -------------------------------- | -------------------------------- | -------------------------------- | -------------------------------- | -------------------------------- | -------------------------------- | -------------------------------- |
| 68                               | ↗110                             | ↘85                              | ↘62                              | ↘26                              | ↘18                              | ↗25                              | ↘11                              |
| 2009                             | 2017                             | 2018                             | 2020                             | 2022                             |                                  |                                  |                                  |
| ↗23                              | ↘14                              | ↘12                              | ↗14                              | ↗15                              |                                  |                                  |                                  |